# Rellstal
Rellstal är en dal i Österrike.   Den ligger i förbundslandet Vorarlberg, i den västra delen av landet, 500 km väster om huvudstaden Wien.
Trakten runt Rellstal består i huvudsak av gräsmarker. Runt Rellstal är det ganska glesbefolkat, med 47 invånare per kvadratkilometer.